# Utrechter Te Deum und Jubilate

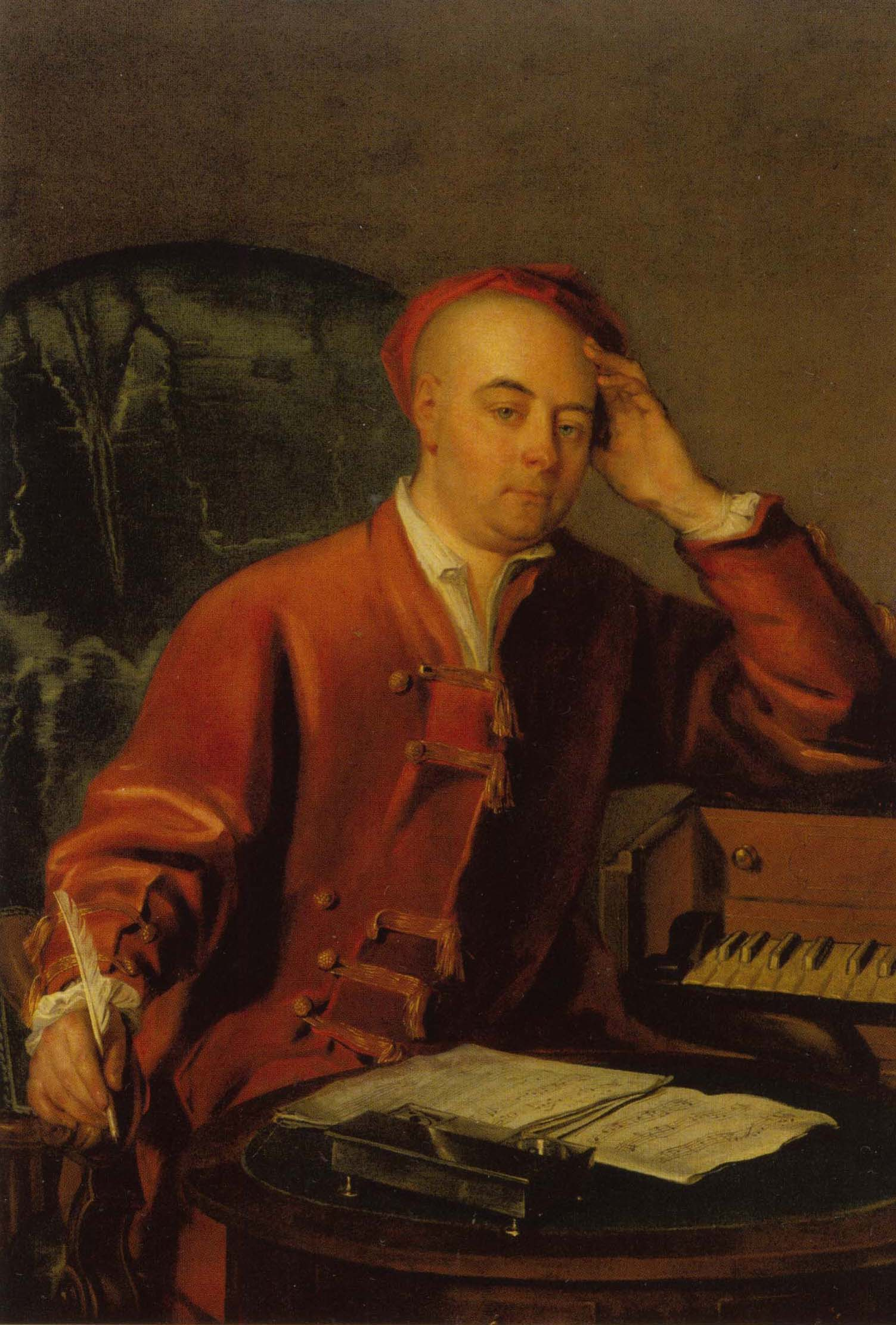
Porträt von Georg Friedrich Händel von Philip Mercier

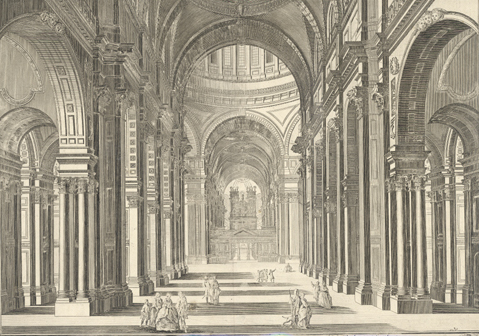
St Paul’s Cathedral, 18. Jahrhundert

Utrechter Te Deum und Jubilate ist ein geistliches Chorwerk von Georg Friedrich Händel, geschrieben für die Feier des Friedens von Utrecht, der 1713 das Ende des Spanischen Erbfolgekriegs ermöglichte. Textgrundlage sind das Te Deum und ein Jubilate Deo (Psalm 100) in englischer Sprache. Die Kombination folgte früheren Vorbildern. Die offizielle Erstaufführung des Werkes erfolgte am 13. Juli 1713 in einem Gottesdienst in der St Paul’s Cathedral in London.

## Geschichte
Händels Komposition wurde geschrieben, um 1713 den Frieden von Utrecht zu feiern. Es war sein erster Auftrag vom englischen Königshaus, der seine Karriere in London förderte. Es war auch sein erstes größeres geistliches Werk in englischer Sprache. Händel vertonte zwei liturgische Texte, den Ambrosianischen Gesang Te Deum, We praise thee, O God, und Psalm 100, O be joyful in the Lord, all ye lands, einen festen Bestandteil des anglikanischen Morning Prayer. Händel folgte dem Vorbild von Henry Purcells Te Deum and Jubilate mit Streichern und Trompeten (1694), das auch nach dem Tod des Komponisten regelmäßig bei offiziellen Anlässen in der Kathedrale musiziert wurde, und der Komposition von William Croft (1709). Händels Werk war erstmals zu hören in einer öffentlichen Probe am 5. März 1713 in St Paul’s. Die offizielle Erstaufführung fand in einem feierlichen Dankgottesdienst am 13. Juli 1713 statt.
Das Te Deum and Jubilate trug Händel eine jährliche Pension von Queen Anne ein. Er arrangierte das Jubilate 1717/18 für den Duke of Chandos. Es wurde in St Paul’s, abwechselnd mit Purcells Werk, regelmäßig zum jährlichen Festival of the Sons of the Clergy aufgeführt, bis es 1743 durch Händels Dettinger Te Deum abgelöst wurde.
Die Partitur des Utrecht Te Deum and Jubilate wurde in den 1730er Jahren erstmals veröffentlicht. Es wurde von der Deutschen Händelgesellschaft 1870 in Leipzig als HWV 278 and 279 veröffentlicht. Friedrich Chrysander gab es als Band 31 von „G.F. Händel’s Werke: Ausgabe der Deutschen Händelgesellschaft“ unter dem Titel Utrechter Te Deum und Jubilate heraus, mit deutschem und englischem Text. Chrysander erwähnt in seinem Vorwort eine Ausgabe aus dem Jahr 1731 von John Walsh: Te Deum and Jubilate, for Voices and Instruments performed before the Sons of the Clergy at the Cathedral-Church of St. Paul. Compos’d by George Frederick Handel. London. Printed for & sold by John Walsh. Utrecht Te Deum and Jubilate wurde von Bärenreiter in der Hallischen Händel-Ausgabe (HHA) herausgegeben.

## Besetzung und Aufbau

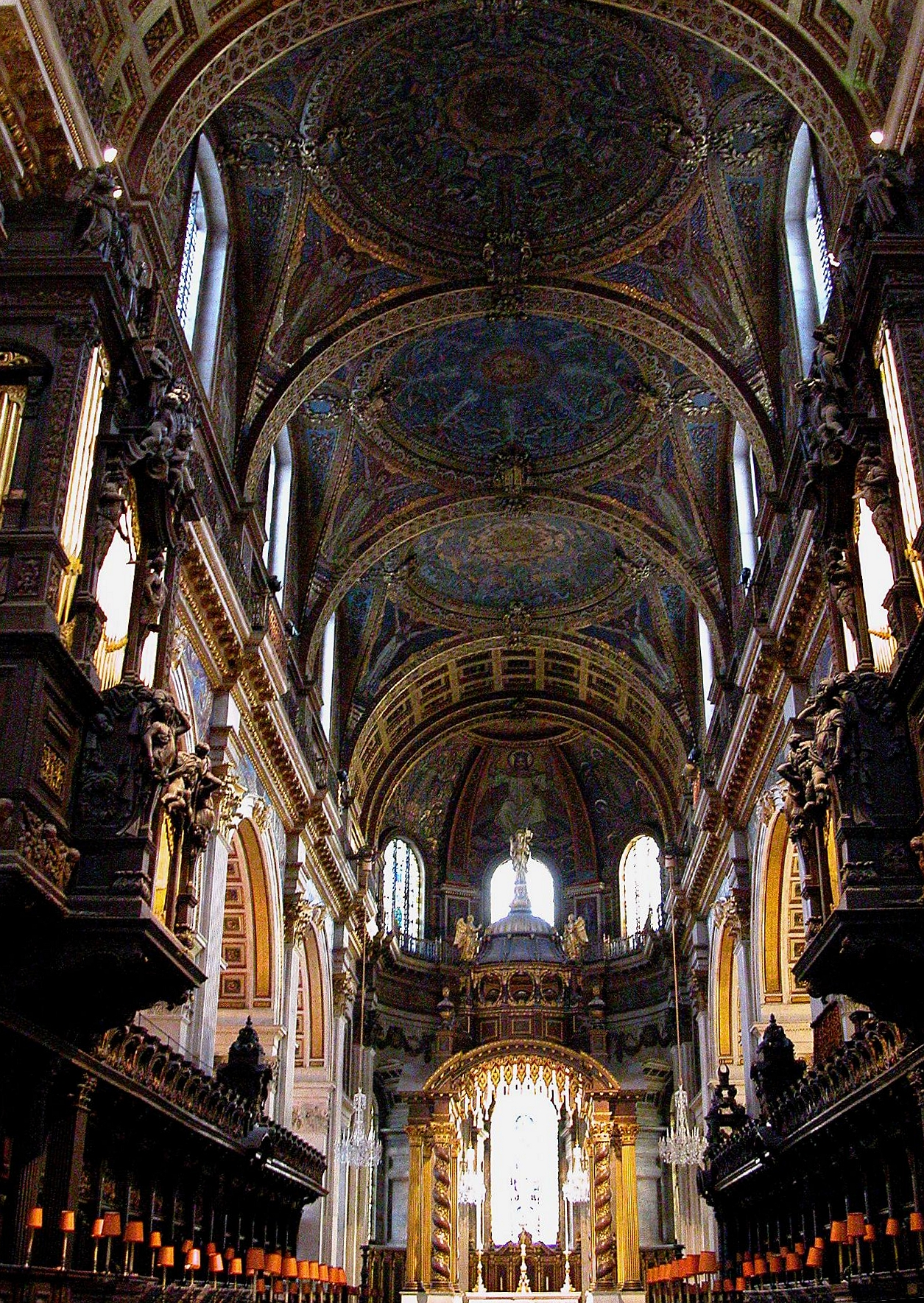
St Paul’s Cathedral, Innenraum nach Osten

Das Werk ist festlich besetzt mit sechs Solisten, gemischtem Chor, zwei Trompeten, Flauto traverso, zwei Oboen, Fagott, drei Violinen, Viola, Violoncello und basso continuo. Der Chor ist in den meisten Sätzen fünfstimmig (SSATB), doch die abschließende Doxologie beginnt achtstimmig. Viele Sätze sind für Soli und Chor gesetzt, es gibt keine Arien. In praktischen Aufführungen werden die Solisten oft auf vier reduziert.

### Te Deum
1. We praise Thee, O God (Adagio, SATB)
2. To Thee all Angels cry aloud (Largo e staccato, 2 alto, TB unisono)
3. To Thee Cherubin and Seraphim (Andante, 2 soprano, SSATB)
4. The glorious Company of the Apostles (Andante – Adagio – Allegro – adagio – Allegro, tenor, basso, two soprano, SSATB)
5. When thou took’st upon thee to deliver man (Adagio – allegro – adagio – Allegro, SSATB)
6. We believe that thou shalt come to be our judge (Largo, soprano, alto, tenor, basso, SATB)
7. Day by day we magnify thee (Allegro, Doppelchor: SST AATB)
8. And we worship thy name (SSATB)
9. Vouchsafe, O Lord (Adagio, SSAATB)
10. O Lord, in thee have I trusted (Allegro, SSATB)

### Jubilate
1. O be joyful in the Lord, all ye lands (alto, SATB)
2. Serve the Lord with gladness (SSATB)
3. Be ye sure that the Lord he is God (Duett: alto basso)
4. O go your way into his gates (SATB)
5. For the Lord is gracious (Terzett: 2 altos, basso)
6. Glory be to the Father (SSAATTBB)
7. As it was in the beginning (SSATB)

## Einspielungen
- Friedensode - Ode for the Birthday of Queen Anne - Utrechter Te Deum, Dietrich Knothe, Berliner Singakademie, Kammerorchester Berlin, Inge Uibel, Gisela Pohl, Eberhard Büchner, Hans-Jurgen Wachsmeth, Eterna 1976
- Bach: Magnificat; Handel: Utrecht Te Deum / Harnoncourt , Nikolaus Harnoncourt, Arnold Schoenberg Chor, Concentus Musicus Wien, Felicity Palmer, Marjana Lipovsek, Philip Langridge, Kurt Equiluz, Ludwig Baumann, Teldec 1996
- Handel: Utrecht Te Deum & Jubilate, Christopher Hogwood, Decca 1998
- Music for St Paul's, John Scott, St Paul’s Cathedral Choir, The Parley of Instruments, Sophie Daneman, Julia Gooding, Robin Blaze, Rogers Covey-Crump, Mark Le Brocq, Andrew Dale Forbes, DISCID 1998[4]
- Vivaldi: Gloria, Handel Utrecht Te Deum and Jubilate, Simon Preston, Christ Church Cathedral Choir, Oxford, Academy of Ancient Music, Emma Kirkby, Judith Nelson, Carolyn Watkinson, Charles Brett, Rogers Covey-Crump, Paul Elliott, David Thomas, L'Oiseau-Lyre
- Treaty of Utrecht, Jos van Veldhoven, Nederlandse Bachvereniging, Nicki Kennedy, William Towers, Wolfram Lattke, Julian Podger, Peter Harvey, Channel Classics 2010[5][6]